# 山本真菜香
山本真菜香（やまもと まなか、1994年10月29日 - ）は、日本の元女優。スペースクラフト・ジュニアに所属した。

## 人物・概要
アニメが好きで、機動戦士ガンダムや銀河漂流バイファムなどの80年代90年代のロボットアニメを好んで見ている。最近のロボットアニメでは機動戦士ガンダム00なども視聴している。他にももえたん、さよなら絶望先生、らき☆すた、などの深夜アニメも視聴しており、グッズも集めている。
特技は変顔。趣味はバドミントンで家族構成は母・父・妹である。

## 出演

### ドラマ
- MAGISTER NEGI MAGI 魔法先生ネギま!（2007年、テレビ東京） - 鳴滝史伽 役
- 執事喫茶にお帰りなさいませ（2009年、毎日放送） - 詩邑雅 役

### 映画
- 天国は待ってくれる（薫・幼少）

### CM
- 昆布ぽん酢
- 森永乳業 メグミルク
- 大正製薬「リポビタンD ファイト お父さんへ」
- バンダイ RCポトリス
- バンダイ ふしぎ星の☆ふたご姫シリーズ

## 書籍・作品

### CD
- MAGISTER NEGI MAGI 魔法先生ネギま! Pink Generation（2007年10月24日）
- MAGISTER NEGI MAGI 魔法先生ネギま! 31'S LOVE（2007年11月21日）
- Chuttie magic（2008年4月12日）

### DVD
- 天国は待ってくれる（2007年7月25日）